# داريوس واتس
داريوس واتس (بالإنجليزية: Darius Watts)‏ هو لاعب كرة قدم أمريكية أمريكي، ولد في 19 ديسمبر 1981 في أتلانتا في الولايات المتحدة.

## وصلات خارجية
- داريوس واتس على موقع مرجع كرة القدم المحترفة.كوم (الإنجليزية)